# Iasînuvata
Iasînuvata (în ucraineană Ясинувата) este un oraș din Ucraina.